# Chlorolychnis agnatella
Chlorolychnis agnatella är en fjärilsart som beskrevs av Walker 1864. Chlorolychnis agnatella ingår i släktet Chlorolychnis och familjen stävmalar. Inga underarter finns listade i Catalogue of Life.